# باشگاه رانندگی
باشگاه رانندگی (به انگلیسی: Driveclub) نام یک بازی رایانه‌ای در سبک مسابقه‌ای است که استودیوی اولوشن استودیوز آن را ساخته و شرکت سونی اینتراکتیو انترتینمنت آن را منتشر می‌کند. این بازی در انحصار کنسول پلی‌استیشن ۴ است و رسماً در کنفرانس اختصاصی این کنسول در ۲۰ فوریه ۲۰۱۳ از آن رونمایی و در تاریخ ۷ اکتبر منتشر شد. یک نسخه از این بازی که دارای ماشین و پیست‌های کمتر نسبت به نسخهٔ کامل بوده برای کاربران
پلی استیشن پلاس رایگان می‌باشد.
طبق اعلام سونی در سال ۲۰۱۸ بازی از مارکت سونی حذف می‌شود و سرورهای بازی نیز در اوایل سال ۲۰۲۰ برای همیشه خاموش می‌شوند.